# Polybius henslowii
Polybius henslowii är en kräftdjursart som beskrevs av Leach 1820. Polybius henslowii ingår i släktet Polybius, och familjen simkrabbor. Det är osäkert om arten förekommer i Sverige.